# Mont Trapèze
Le mont Trapèze est une montagne des îles Kerguelen s'élevant à 807 m d'altitude.

## Histoire
Edgar Aubert de la Rüe lui donne son nom lors de son expédition aux Kerguelen en 1952.